# 原田種継
原田 種継（はらだ たねつぐ）は鎌倉時代、13世紀中期の人物で大蔵氏系原田氏の当主。官位は従五位上壱岐守、通称・太郎。
平安時代末期に大宰権少弐であった平家の有力武将原田種直の孫に当たる。建長元年（1249年）その子原田種頼と相はかり高祖城を築いた。